# Верхньоводяне
Верхньово́дяне —  село в Україні, у Близнюківській селищній громаді Лозівського району Харківської області. Населення становить 670 осіб. До 2020 орган місцевого самоврядування — Самійлівська сільська рада.

## Географія
Село Верхньоводяне впритул примикає до села Самійлівка із залізничною станцією Самійлівка. Є невеликий ставок.

## Історія
- 1922 - дата заснування.
- У 1942-1943 рр. с. Верхньоводяне було місцем боїв радянських воїнів з німцями. Запеклі бої на території села відбувались взимку 1942 року. В цих боях з радянського боку відзначились воїни 140-го артилерійського полку. У лютому 1943 року німці частково відступили. Остаточно німців із Верхньоводяного вигнали у ході вересневих боїв 1943 року. Радянські солдати, які загинули в боях з нацистами на території Верхньоводяного поховані в братській могилі в центрі села. У могилі поховано 86 воїни, з них відомі прізвища 5-ти.
- Пам’ятник В.І.Чапаєву споруджений за ініціативою трудівників колгоспу імені Чапаєва, виготовлений на Харківській скульптурній фабриці та відкритий у 1959 році. 7 жовтня 2014 року у селі демонтували пам'ятник Чапаєву. Рішенням Самійлівської сільради пам'ятник було відновлено: пофарбовано і знову поставлено на місце.
- 12 червня 2020 року, відповідно до Розпорядження Кабінету Міністрів України № 725-р «Про визначення адміністративних центрів та затвердження територій територіальних громад Харківської області», увійшло до складу Близнюківської селищної громади.[1]
- 19 липня 2020 року, в результаті адміністративно-територіальної реформи та ліквідації Близнюківського району, увійшло до складу Лозівського району Харківської області.[2]

## Економіка
- В селі є молочно-товарна ферма.

## Культура
- Клуб. Бібліотека.